# 圧力勾配
圧力勾配（あつりょくこうばい、英: pressure gradient）とは、任意の2地点間における、圧力の変化率・変化量のこと。
気象学においては、鉛直および水平方向に離れた2地点間での気圧の変化率・変化量を指す。気圧勾配、傾圧度、傾圧とも言う。
また、鉛直方向の気圧勾配を特に気圧減率という。

## 単位
一般的に、1kmあたりの圧力の変化量を基準とし、パスカル毎キロメートル(Pa/km)で表されるが、Pa/mやhPa/kmなども用いられる。

## 数学的表現
圧力がP = P (x , y , z )（x , y ,z はそれぞれ縦・横・鉛直方向に対応する）のように表されるとき、圧力勾配は以下の式で定義される。
{\displaystyle \nabla P={\begin{pmatrix}{\frac {\partial P}{\partial x}},{\frac {\partial P}{\partial y}},{\frac {\partial P}{\partial z}}\end{pmatrix}}}
簡略的には、気圧a であるA地点と、気圧b であるB地点が距離n 離れているとき、AからBへの圧力勾配 Pg は次式で表現される。
{\displaystyle P_{g}={\frac {b-a}{n}}}
例えば、気圧1004 hPa のA地点と、そこから300 km 離れた気圧1010 hPa のB地点との間の気圧勾配は0.02 hPa/km となる。BからAへの気圧勾配は、この式の符号を逆にすればよい。

## 気圧勾配と気象・気候

### 圧力勾配
圧力勾配は、地球上の主に鉛直方向に存在する。対流圏内においては、高度が上がるごとに約9 Pa/m (90 hPa/km) の割合で気圧が小さくなっていく。
一方、これよりはるかに緩やかだが、水平方向にも圧力勾配が存在する。これは日射量の違い、比熱の違いなどに起因するもので、大規模な温度勾配が大気の温度差となり、気圧の差を生み、気圧勾配（圧力勾配）へとつながる。

### 気圧傾度力
気圧勾配は気象学における気圧傾度力、つまり風を吹かせる力である。
ただし、気圧勾配の大きな鉛直方向の風よりも、気圧勾配の小さな水平方向の方が風は強く感じられる。これは、鉛直方向の気圧勾配は大気の密度成層によって成り立つ標準状態だからである。
風というのは、気圧が標準状態から上下した（擾乱が生じた）ところが元の標準状態に戻ろうとして吹くものである。
元々、標準状態である鉛直方向の風は、その気圧勾配の大きさの割には、水平方向に比べて相対的に弱い風しか吹かない。

### 天気図
天気図上においては、等圧線の間隔によって水平の気圧勾配を容易に知ることができる。間隔が狭いほど気圧勾配は大きい。

## その他
音（音波）や衝撃波は、小規模ながら非常に大きな気圧勾配を持った波だといえる。また同様に、動物の感覚器である耳や皮膚は、その圧力勾配を感じ取る器官だといえる。